# Hedemora landskommun
Hedemora landskommun var en kommun i Kopparbergs län.

## Administrativ historik
Kommunen inrättades i Hedemora socken  i Dalarna när 1862 års kommunalförordningar trädde i kraft 1863. 
Vid kommunreformen 1952 inkorporerades Garpenbergs landskommun.
Den 1 januari 1957 överfördes från landskommunen till Hedemora stad ett område med 226 invånare och omfattande en areal av 0,73 kvadratkilometer, varav 0,72 land. Samtidigt överfördes i motsatt riktning ett obebott område omfattande en areal av 0,18 kvadratkilometer, varav allt land.
Landskommunen uppgick 1967 i Hedemora stad.
Kommunkoden 1952–1970 var 2004.

### Kyrklig tillhörighet
I kyrkligt hänseende hörde Hedemora landskommun till Hedemora landsförsamling. 1 januari 1952 tillkom Garpenbergs församling. 1 januari 1961 slogs Hedemora landsförsamling ihop med Hedemora stadsförsamling för att bilda Hedemora församling, som var till 1966 delad mellan staden och landskommunen.

## Kommunvapen
Blasonering: I rött fält en naturfärgad bild av S:t Paulus med gloria, klädnad, svärd och bok av guld.
Vapnet antogs 1944.

## Geografi
Hedemora landskommun omfattade den 1 januari 1952 en areal av 492,50 km², varav 448,70 km² land.

### Tätorter i kommunen 1960
| Tätort            | Folkmängd |
| ----------------- | --------- |
| Vikmanshyttan     | 1 475     |
| Garpenberg        | 1 109     |
| Intrånget         | 259       |
| Ingvallsbenning   | 210       |
| Västerby          | 207       |
| Hedemora, del ava | 112       |

Tätortsgraden i kommunen var den 1 november 1960 46,1 procent.

## Politik

### Mandatfördelning i valen 1938-1962
| 14 | 2 | 10 | 2 | 2 |

| 29 |

| 15 | 12 | 2 |  |

| 28 |

| 3 | 12 | 12 | 2 |  |

| 28 |

|  | 19 | 10 | 4 |  |

| 34 |

|  | 18 | 10 | 4 | 2 |

| 31 |

|  | 18 | 11 | 2 | 3 |

| 31 |

|  | 19 | 11 | 2 | 2 |

| 30 | 5 |